# Директива 2006/123/ЕС
Директива 2006/123/ЕС, также известна как Директива Европейского парламента и Совета Европейского Союза 2006/123/ЕС от 12 декабря 2006 г. «об услугах на внутреннем рынке» (англ. Directive 2006/123/EC of the European Parliament and of the Council of 12 December 2006 on services in the internal market) — нормативно-правовой акт, которым регулируется порядок учреждения поставщиков, а также свободное передвижение услуг и их оказания на внутреннем рынке Евросоюза. Документ был принят 12 декабря 2006 года в Брюсселе Европарламентом и Советом Европейского союза и вступил в силу 28 декабря 2006 года.

## История создания
Основными источниками, которые регулируют рынок услуг в ЕС является Римский договор об учреждении Европейского сообщества от 25 марта 1957 года в редакции Лиссабонского договора (гл. 3, ст. 56-62) и Директива 2006/123/ЕС Европейского парламента и совета от 12 декабря 2006 года «об услугах на внутреннем рынке». Директива была принята для усовершенствования и развитие положений Римского договора и является законодательным актом, в котором зафиксированы общие правовые основы функционирования рынка услуг Евросоюза в качестве составной части внутреннего рынка ЕС. 

## Характеристика документа

### Структура
- Преамбула (Whereas, состоит из п[3].1-118);
- Глава I. Общие положения (Chapter I General provisions, состоит из ст[4]. 1-4);
- Глава II. Административное упрощение (Chapter II Administrative simplification, состоит из ст. 5-8);
- Глава III. Свобода учреждения поставщиков (Chapter III Freedom of establishment for providers section 1, состоит из ст. 9-15);
- Глава IV. Свободное передвижение услуг (Chapter IV Free movement of services, состоит из ст. 16-21);
- Глава V. Качество услуг (Chapter V Quality of services, состоит из ст. 22-27);
- Глава VI. Административное сотрудничество (Chapter VI Administrative cooperation, состоит из ст. 28-36);
- Глава VII. Программа сближения (Chapter VII Convergence programme, состоит из ст. 37-43);
- Глава VIII. Заключительные положения (Chapter VIII Final provisions, состоит из ст. 44-46)[5][6].

### Задачи
Задачей Директивы 2006/123/ЕС является порядок учреждения поставщиков, свободное передвижение услуг и их оказания на внутреннем рынке Евросоюза, а также устранение юридических и административных оснований препятствующих такой деятельности.